# Técsői járás (1946–2020)

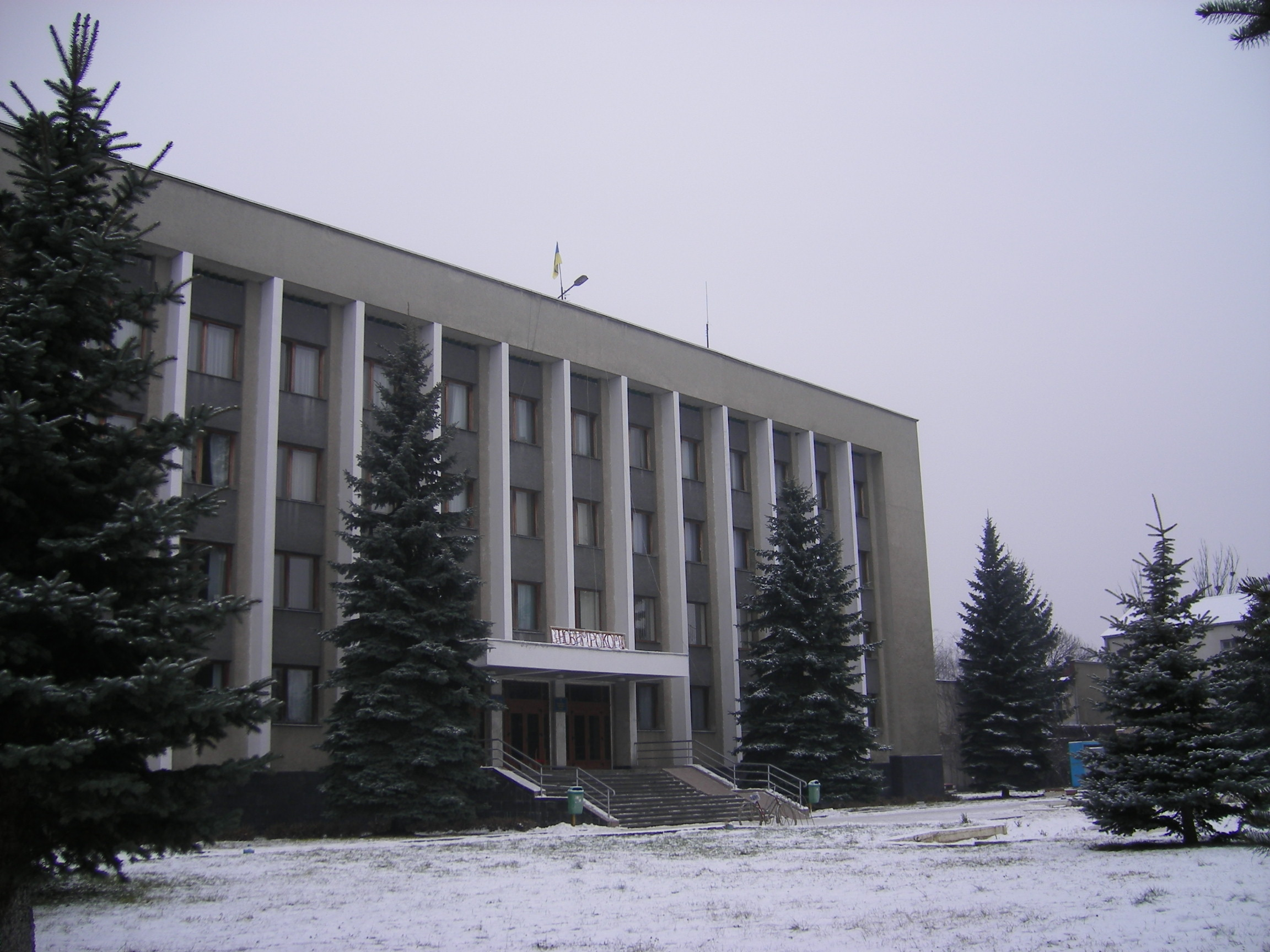
A járási hivatal épülete Técsőn

A Técsői járás egykori közigazgatási egység Ukrajna Kárpátontúli területén 1946–2020 között. Kárpátalja keleti részén helyezkedett el; nyugatról a Huszti és az Ökörmezői járással, északról az Ivano-frankivszki területtel, keletről a Rahói járással, délről Romániával volt határos.
A 2020. júliusi ukrajnai közigazgatási reform során kibővítették, így jött létre az új Técsői járás.

## Történelem
Területe ősidők óta lakott. Területén az ember 50 ezer évvel ezelőtti letelepedésének nyomait találták meg Apsa környékén, Nagyugolyka területén pedig paleolit korból származó, 30 ezer évvel ezelőtti leletek is előkerültek, de a környéken III. VI. századból való, a Kustánfalvi kultúrához tartozó, úgynevezett Kárpáti kurgánok maradványaira bukkantak, és  vaskori leletek is előkerültek a járás területén.
A járás 1946-ban jött létre, melyhez 62 település tartozik, ezek közül 18 hegyvidéki státussal rendelkezik.

## Terület és népesség
Területe 1818 km², népessége 2001-ben 171 850 fő volt. Ebből a városi népesség, tehát a Técsőn vagy az öt városi jellegű település valamelyikében élők 45 252 főt, az 56 faluban élő vidéki népesség pedig 126 598 főt tesz ki, a városi népesség aránya tehát 26%.
A lakók többsége ukrán nemzetiségű (78,4%), őket a román határ mentén élő román kisebbség (11,9%) követi számban, majd a magyarok következnek (3,6%).

## Települések, közigazgatás

### Közigazgatási beosztás
A Técsői járás területén található 62 település 37 helyi tanácshoz tartozik, melyek közül egy járási jelentőségű városi tanács, öt városi jellegű települési tanács, a többi községi tanács. A városi jellegű települések közül Dombó tanácsához két község is tartozik, míg a községi tanácsok közül 17 önálló, 14 pedig több községet összefogó közös tanács. A tanácsok főbb adatait az alábbi táblázat foglalja össze.
| Magyarosított név (1918) | Magyar név (1944)     | Ukrán név (cirill betűkkel) | Ukrán név (átírva) | Rang                      | Települések száma | Népesség (fő, 2001) |
| ------------------------ | --------------------- | --------------------------- | ------------------ | ------------------------- | ----------------- | ------------------- |
| Aknaszlatina             | Aknaszlatina          | Солотвино                   | Szolotvino         | városi jellegű települési | 1                 | 8956                |
| Alsóapsa                 | Alsóapsa              | Нижня Апша                  | Nizsnya Apsa       | községi                   | 3                 | 8514                |
| Alsókálinfalva           | Alsókálinfalva        | Калини                      | Kalini             | községi                   | 1                 | 5844                |
| Bedőháza                 | Bedőháza              | Бедевля                     | Bedevla            | községi                   | 4                 | 5390                |
| Brusztura                | Brusztura             | Лопухів                     | Lopuhiv            | községi                   | 1                 | 3317                |
| Bustyaháza               | Bustyaháza            | Буштино                     | Bustino            | városi jellegű települési | 1                 | 8506                |
| Csománfalva              | Csománfalva           | Чумальово                   | Csumalovo          | községi                   | 2                 | 3035                |
| Darva                    | Darva                 | Колодне                     | Kolodne            | községi                   | 1                 | 2119                |
| Dombó                    | Dombó                 | Дубове                      | Dubove             | városi jellegű települési | 3                 | 11096               |
| Dulfalva                 | Dulfalva              | Дулово                      | Dulovo             | községi                   | 1                 | 2420                |
| Gánya                    | Gánya                 | Ганичі                      | Hanicsi            | községi                   | 2                 | 5289                |
| Irhóc                    | Irhóc                 | Вільхівці                   | Vilhivci           | községi                   | 3                 | 5241                |
| Irhócláz                 | Lázi                  | Вільхівці-Лази              | Vilhivci-Lazi      | községi                   | 2                 | 4183                |
| Királymező               | Királymező            | Усть-Чорна                  | Uszty-Csorna       | városi jellegű települési | 1                 | 1456                |
| Kiskirva                 | Kiskirva              | Біловарці                   | Bilovarci          | községi                   | 1                 | 992                 |
| Kökényes                 | Kökényes              | Терново                     | Ternovo            | községi                   | 3                 | 8792                |
| Kricsfalu                | Kricsfalu             | Кричово                     | Kricsovo           | községi                   | 2                 | 3067                |
| Nagykirva                | Nagykirva             | Крива                       | Kriva              | községi                   | 1                 | 3024                |
| Nagyugolyka              | Nagyugolykavölgy      | Велика Уголька              | Velika Uholka      | községi                   | 1                 | 2052                |
| Nyágova                  | Nyágova               | Добрянське                  | Dobranszke         | községi                   | 1                 | 2714                |
| Nyéresháza               | Alsóneresznice        | Нересниця                   | Neresznica         | községi                   | 2                 | 4976                |
| Oroszmokra               | Oroszmokra            | Руська Мокра                | Ruszka Mokra       | községi                   | 2                 | 1898                |
| Széleslonka              | Széleslonka           | Широкий Луг                 | Sirokij Luh        | községi                   | 3                 | 3282                |
| Szentmihálykörtvélyes    | Szentmihálykörtvélyes | Грушово                     | Hrusovo            | községi                   | 1                 | 5897                |
| Szorospatak              | Szorospatak           | Глибокий Потік              | Hlibokij Potyik    | községi                   | 1                 | 5531                |
| Talaborfalu              | Talaborfalu           | Теребля                     | Terebla            | községi                   | 1                 | 3705                |
| Taracköz                 | Taracköz              | Тересва                     | Tereszva           | városi jellegű települési | 1                 | 7554                |
| Tarackraszna             | Tarackraszna          | Красна                      | Kraszna            | községi                   | 1                 | 2587                |
| Taracújfalu              | Felsőneresznice       | Новоселиця                  | Novoszelica        | községi                   | 2                 | 4401                |
| Técső                    | Técső                 | Тячів                       | Tyacsiv            | járási jelentőségű városi | 2                 | 11074               |
| Técsőláz                 | Técsőláz              | Лази                        | Lazi               | községi                   | 2                 | 4374                |
| Tereselpatak             | Tereselpatak          | Тарасівка                   | Taraszivka         | községi                   | 1                 | 3067                |
| Topcsinó                 | Topcsinó              | Топчино                     | Topcsino           | községi                   | 1                 | 2238                |
| Uglya                    | Uglya                 | Угля                        | Uhla               | községi                   | 4                 | 6234                |
| Újbárd                   | Újbárd                | Новобарово                  | Novobarovo         | községi                   | 1                 | 2007                |
| Úrmező                   | Úrmező                | Руське Поле                 | Ruszke Pole        | községi                   | 1                 | 4364                |
| Vajnág                   | Vajnág                | Вонігове                    | Vonyihove          | községi                   | 1                 | 2654                |